# Біоградське озеро
Біоградське озеро — озеро в  Європі, розташоване на  Балканському півострові в  Чорногорії.
Озеро знаходиться в міжгірській улоговині льодовикового походження на висоті 1094 м над рівнем моря. Це найбільше з шести озер, розкиданих по національному парку Біоградської гори. Площа поверхні дорівнює 228 500 м², середня глибина - 4,5 м, а максимальна - 12,1 м.
В озеро впадають постійна річка Біоградська і пересихаючий струмок Лавел. Випливає з озера річка Езерстіца впадає в річку Тара.

## Галерея

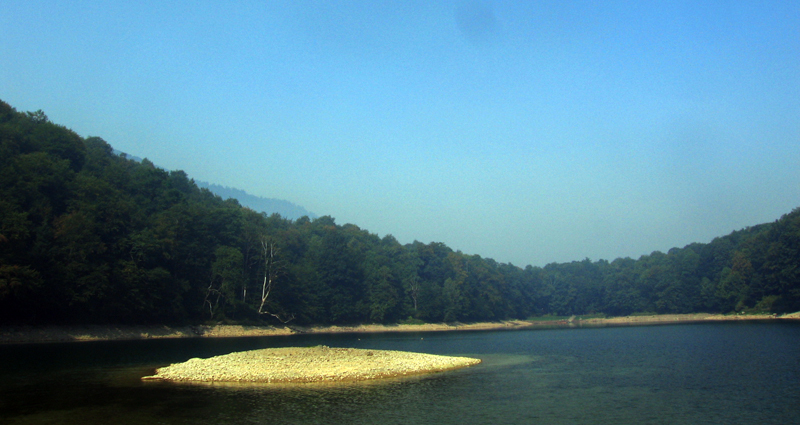
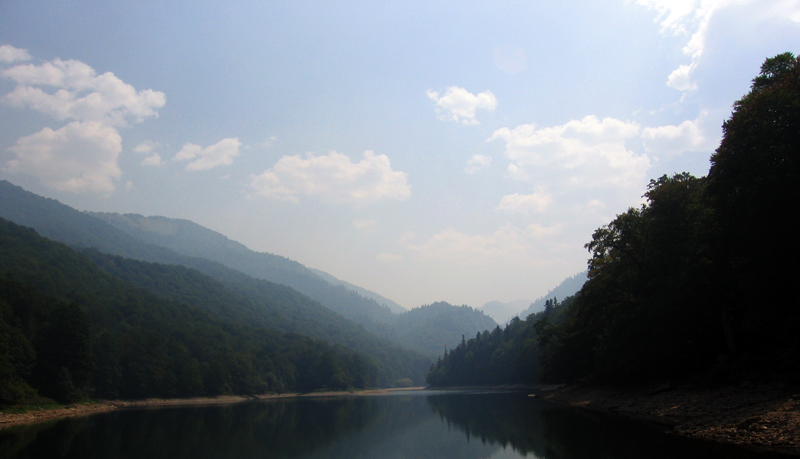
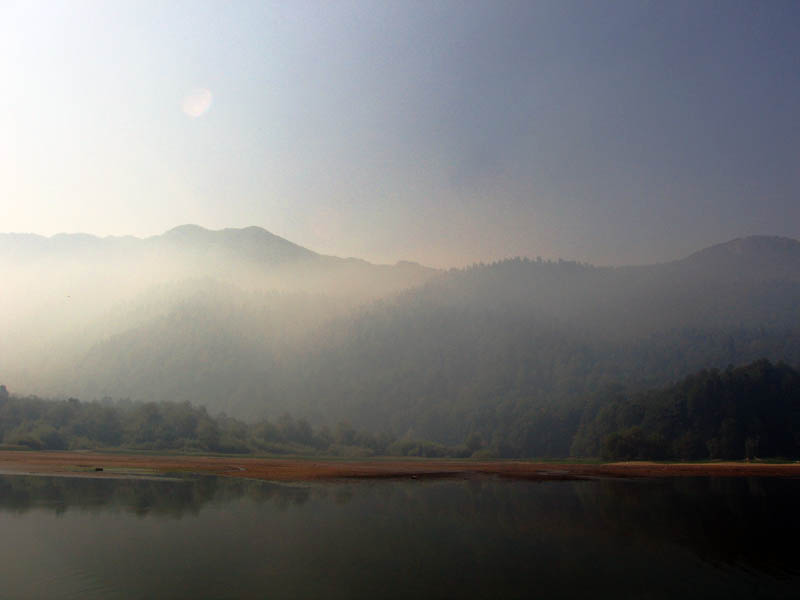
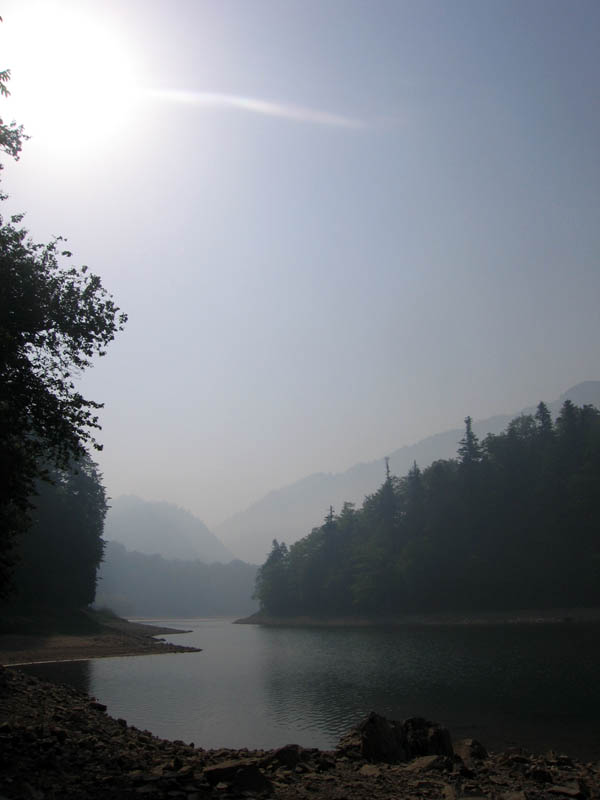
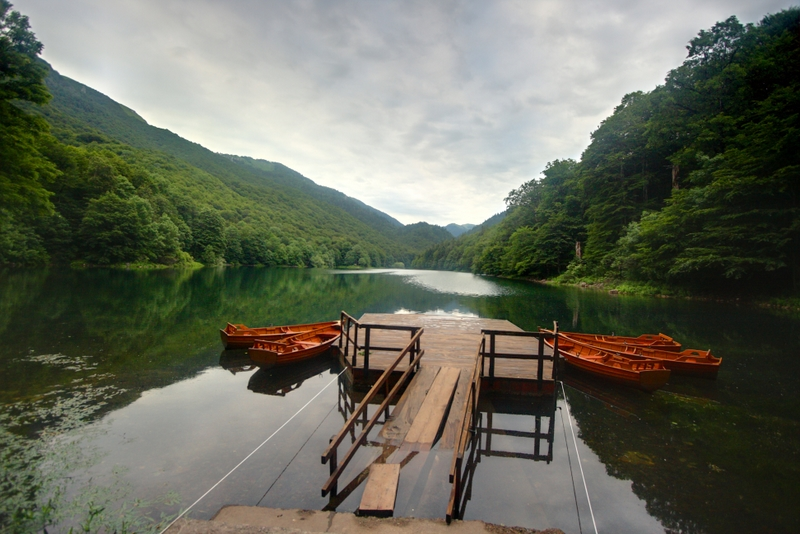